# On (álbum)
On es el cuarto disco solista del cantautor uruguayo Pablo Sciuto. Fue publicado en CD por su recién fundado sello independiente Hipnótica Records en el año 2009, fue grabado en la ciudad de Alcalá de Henares de la comunidad de Madrid, España en los estudios Aceituna Brava, producido por el uruguayo Santiago Montoro (Jorge Drexler, Fernando Ulivi, Rossana Taddei, etc).
En este trabajo vuelve a colaborar su gran amigo y reconocido compositor brasileño Leo Minax (Toninho Horta, Jorge Drexler, Suso Saiz, Luis Pastor, Pedro Guerra, etc) con el cual compone a medias la canción "Las Piernas". También hay una colaboración muy significativa para Pablo que es su colaboración con el mítico músico uruguayo Pippo Spera (Eduardo Mateo, Milton Nascimento, Geraldo Azevedo, Jorge Drexler, etc) y amigo personal de Eduardo Mateo que le dedicó su canción "Pippo amigo".

## Estilo musical
En On Pablo Sciuto experimenta en profundidad con nuevas sonoridades, la experiencia de conocer personalmente al maestro Lenine tuvo gran influencia en su creación y producción. Pablo se introduce nuevamente en la electrónica con sonidos más elaborados, vuelve al candombe pero llevándolo a un sonido contemporáneo con la percusión del gran Tatita Márquez y la participación de Waldemar Carrasco y su hijo el cantante Bruno Carrasco, en la cuerda de tambores uruguaya.
El álbum tuvo muy buenas críticas en la prensa especializada, diversos importantes medios de España y otros países valoraron su calidad y experimentación sonora, entre ellos Cinco Días (El País), Revista GQ, Efeeme, también hubo una profunda revisión sobre el álbum por el reconocido musicólogo español Fernando González Lucini.
Fue un disco muy difundido a nivel internacional, Pablo se presentó en diversas formaciones por varios países, entre ellos España, Uruguay, Argentina, Chile, Portugal y Brasil.
Como curiosidad dentro del diseño del álbum hay una cita de Alexis Carrel –Premio Nobel de Medicina–: «El tiempo físico nos es extraño, mientras el tiempo interior es nosotros mismos»...

## Lista de canciones
| Lado A |                          |                            |          |  |
| N.º    | Título                   | Escritor(es)               | Duración |  |
| 1.     | «On»                     |                            | 4:22     |  |
| 2.     | «Nace»                   |                            | 3:33     |  |
| 3.     | «Antena»                 |                            | 3:42     |  |
| 4.     | «Las piernas»            | Leo Minax - Pablo Sciuto   | 3:10     |  |
| 5.     | «Extraño método de amar» |                            | 4:21     |  |
| 6.     | «Bailar»                 |                            | 5:06     |  |
| 7.     | «Móvil»                  |                            | 3:01     |  |
| 8.     | «Paisaje»                |                            | 4:36     |  |
| 9.     | «Codificado»             |                            | 3:49     |  |
| 10.    | «Volar»                  |                            | 2:42     |  |
| 11.    | «99 Pasos»               | Pippo Spera - Pablo Sciuto | 3:34     |  |
| 12.    | «Tiempo»                 |                            | 3:26     |  |

## Ficha técnica
Pablo Sciuto: voz, guitarra acústica, guitarra española y coros.
Fabián Miodownik: Batería.
Santiago Montoro: Guitarras eléctricas, acústicas, bajo, programaciones y sintetizadores.
Alberto Almonacid: Bajo en A2 y A9.
Waldemar Carrasco y Bruno Carrasco: Percusión de candombe en A10.
Tatita Márquez: Percusión de candombe en A12.
Mäuss: Efectos electrónicos en A7 y A9.
Leo Minax: Guitarras y coros en A4.
Diseño de portada: Estudio Cranearte
Fotografía: Lukaat
Retoque fotográfico: Ale Megale.
- Grabado y mezclado por Santiago Montoro en Aceituna Brava, Alcalá de Henares, Madrid, España.
- Masterizado por Santiago Montoro en Aceituna Brava, Alacalá de Henares, Madrid, España.
- Grabación de baterías en "El hornero" estudios en la ciudad de Buenos Aires, Argentina por César Silva.